# Boeing X-51
El Boeing X-51 (también conocido como X-51 Wave Rider) es un avión no tripulado con motor tipo scramjet de velocidad hipersónica (Mach 7, unos 8580 km/h). El programa para la construcción del X-51 está conformado por el consorcio de la Fuerza Aérea de Estados Unidos (USAF), DARPA, NASA, Boeing y Pratt & Whitney Rocketdyne. El programa está administrado por el Directorio de Propulsión dentro del Laboratorio de Investigación de la Fuerza Aérea (Air Force Research Laboratory, AFRL) de Estados Unidos.

## Diseño y desarrollo
El proyecto del X-51 es el producto final de los esfuerzos anteriores de mejorar el motor de scramjet alimentado de hidrocarburos desarrollados bajo el Programa HyTech de la USAF. El vehículo de pruebas de vuelo de scramjet fue designado X-51 el 27 de septiembre de 2005. El X-51 se transportará para las pruebas en un bombardero B-52.
El primer vuelo del X-51 se esperaba en 2009. La DARPA había considerado que el X-51 serviría para avanzar paso a paso al Blackswift, un prototipo de vuelo hipersónico, que fue cancelado en octubre de 2008. 

## Pruebas

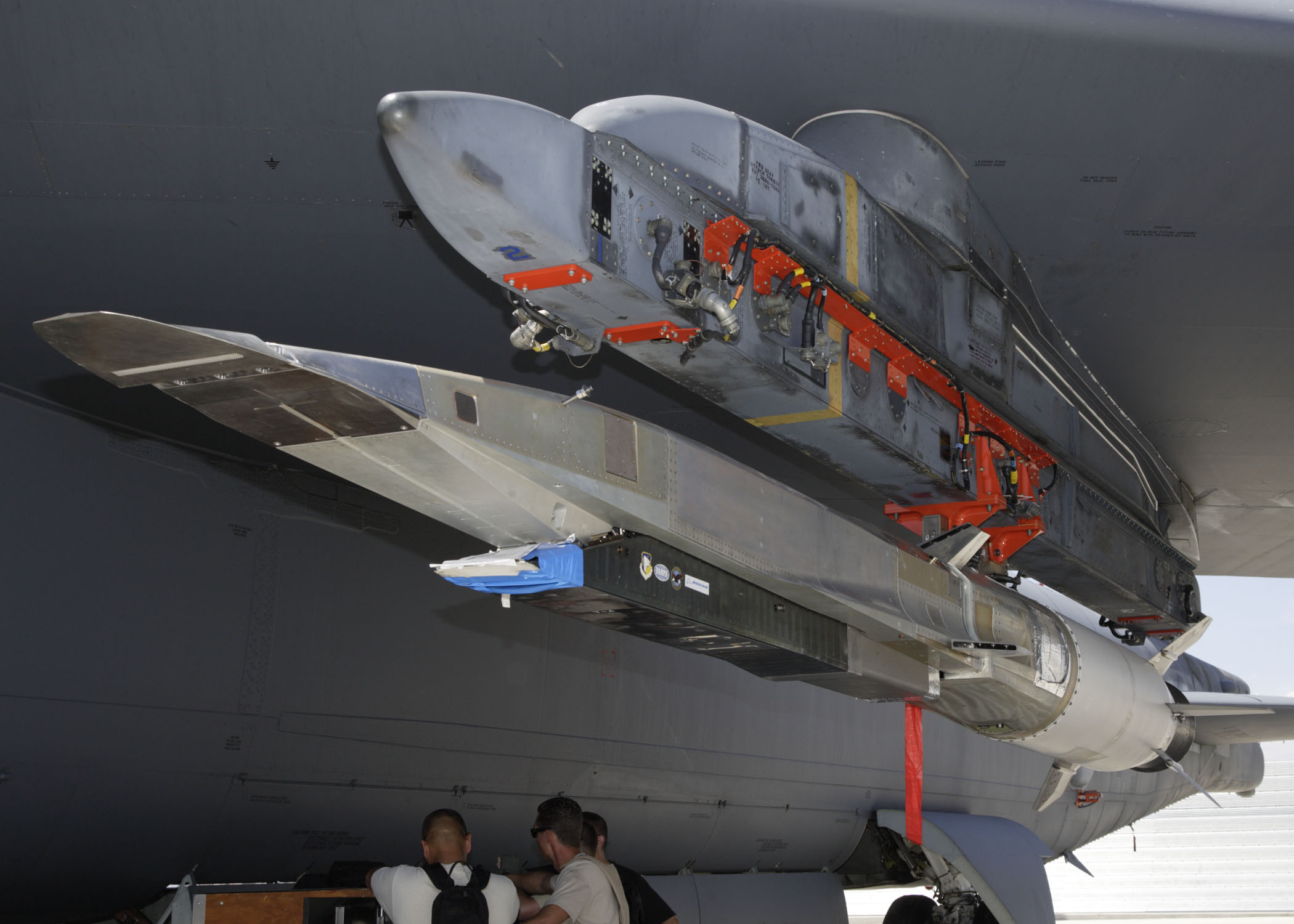
X-51A bajo el ala de un B-52.

La fase de pruebas del X-51A comenzó a finales de 2006. Una versión preliminar del X-51, el "Ground Demostrador Engine Nº 2", completó las pruebas de túnel de viento, en el Centro de Investigación Langley, el 27 de julio de 2006. En abril de 2007 fue probado en un simulador de vuelo. El resultado fue positivo. Se construyeron dos motores de pruebas en suelo y las pruebas continuaron bien.
Durante las demostraciones de vuelo, un B-52 llevaría el X-51 a una altitud de cerca de 15 240 m (50 000 pies) y luego lo liberaría. Inicialmente impulsado por un cohete sólido de refuerzo ATACMS, el scramjet empezará a funcionar aproximadamente después de alcanzar Mach 4,5, y el vehículo acelerará a una velocidad de vuelo cercana a Mach 6.
En 2009 estaban programados un total de 4 vuelos de pruebas. El primer vuelo del X-51A estaba programado para el 27 de octubre de 2009, y Boeing propuso a la USAF ampliar el número de vuelos de pruebas, de cuatro a seis. 
En agosto de 2009 se confirmó que el primer vuelo tendría lugar el 13 de diciembre del mismo año, con tres o más vuelos a intervalos de cuatro a seis semanas, suponiendo que no se presentasen fallos. El propósito de las pruebas era observar la aceleración entre Mach 4 y 6, y "mostrar o lograr el empuje hipersónico".

### Vuelo de pruebas de agosto de 2012

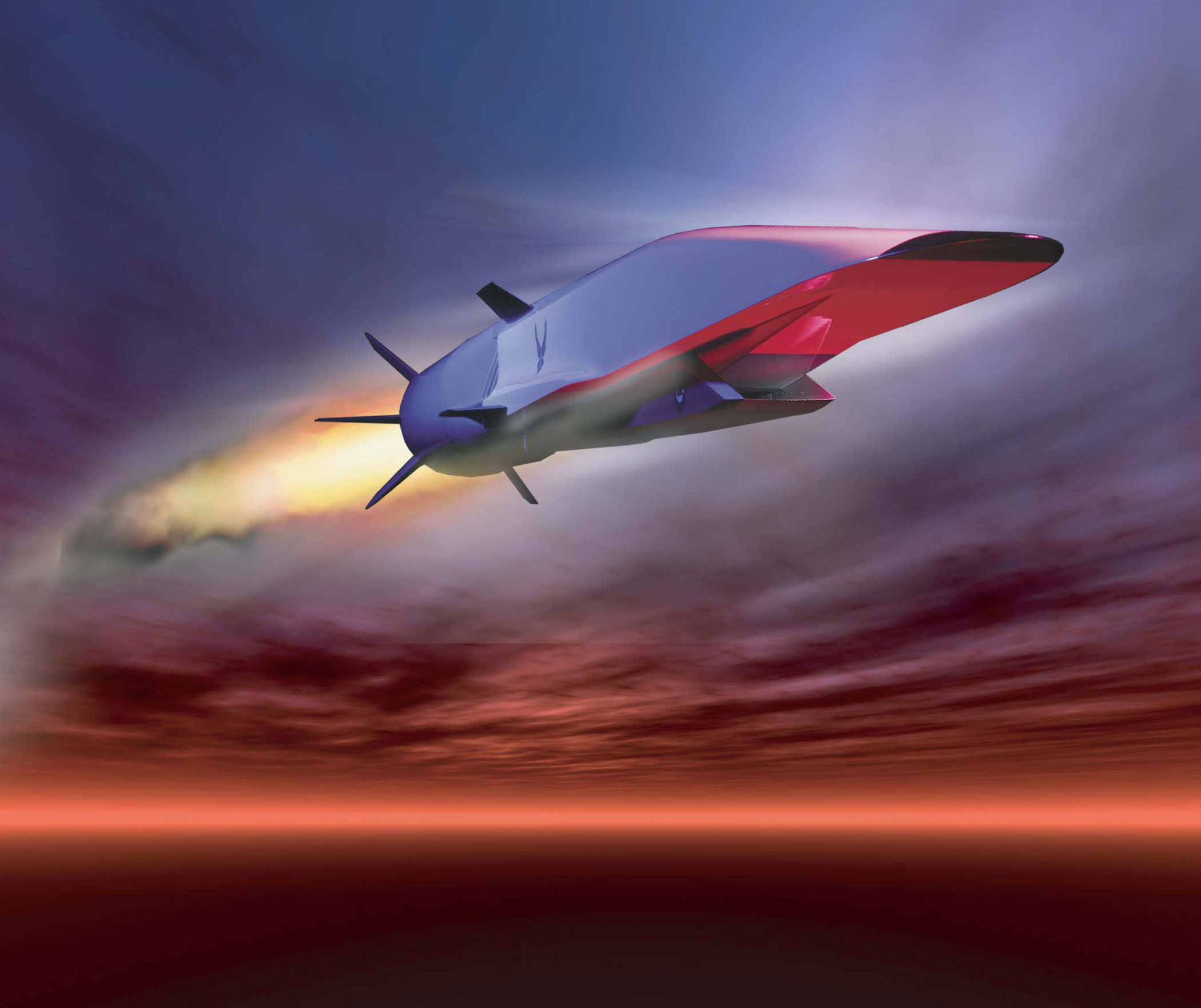
Imagen artística de un X-51 en vuelo.

El X-51A WaveRider no completó el vuelo de pruebas el 14 de agosto de 2012 por un fallo en una aleta, informó una fuente del Pentágono. El X-51A WaveRider fue lanzado con éxito y se desprendió correctamente del bombardero B-52 al que estaba anclado. Sin embargo, tuvo un fallo, a los 16 segundos, en una aleta de control de crucero.

"Es lamentable que un problema con este subsistema abortase rápidamente el vuelo antes de poder encender el motor 'scramjet' (encargado de alcanzar velocidades hipersónicas)",  "Todos nuestros datos mostraron que había condiciones adecuadas para el encendido del motor y estábamos muy esperanzados en poder cumplir con los objetivos de la prueba"
 Charlie Brink, gerente del Programa de Investigación del X-51A del laboratorio de la Fuerza Aérea estadounidense.

## Especificaciones
Referencia datos: Boeing, Global Security

### Características generales
- Longitud: 7,9 m (25,9 ft)
- Peso máximo al despegue: 1814 kg (3998,1 lb)
- Planta motriz: 1× scramjet Pratt & Whitney Rocketdyne SJX61[6][7].
- Planta motriz: 1x cohete acelerador del MGM-140 ATACMS

### Rendimiento
- Velocidad máxima operativa (Vno): 6200 km/h (3853 MPH; 3348 kt)
- Alcance: 740 km (400 nmi; 460 mi)
- Techo de vuelo: 21 300 m (69 882 ft)

## Aeronaves relacionadas

### Desarrollos relacionados
- NASA X-43

### Secuencias de designación
- Secuencia X-_ (Aviones eXperimentales estadounidenses, 1948-presente): ← X-48 - X-49 - X-50 - X-51 - X-53 - X-54 - X-55 →